# Улядаровка
Уляда́ровка (рос. Улядаровка, башк. Улядаровка) — хутір у складі Федоровського району Башкортостану, Росія. Входить до складу Федоровської сільської ради.
Населення — 11 осіб (2010; 26 в 2002).
Національний склад:
- чуваші — 96%